# Saga Belonore
 (mai 2019).
Si vous disposez d'ouvrages ou d'articles de référence ou si vous connaissez des sites web de qualité traitant du thème abordé ici, merci de compléter l'article en donnant les références utiles à sa vérifiabilité et en les liant à la section « Notes et références ».
La Saga Belonore est une saga littéraire écrite par Philippe Carrese. Elle raconte l'histoire d'une famille italienne du village de San Catello en Lombardie à travers le XXe siècle. Parue aux éditions de l'Aube de 2014 à 2019, elle est composée de quatre romans : Virtuoso Ostinato, Retour à San Catello, La Légende Belonore et Tango à la romaine. 
En novembre 2019, les trois premiers romans de cette saga ont été réunis dans un seul ouvrage sous le titre de "La famille Belonore" chez le même éditeur, les éditions de l'Aube.

## Publications
- Virtuoso ostinato : le virtuose obstiné, Éditions de l'Aube, coll. « Regards croisés », 2014  (ISBN 978-2-8159-0986-0)[2]
- Retour à San Catello, Éditions de l'Aube, coll. « Regards croisés », 2015  (ISBN 978-2-8159-1204-4)[3]
- La Légende Belonore, Éditions de l'Aube, coll. « Regards croisés », 2016  (ISBN 978-2-815-91445-1)[4]
- Tango à la romaine, Éditions de l'Aube, coll. « Regards croisés », 2019  (ISBN 978-2-815-93186-1)[5]
- La famille Belonore, Éditions de l'Aube, coll. « Regards croisés », 2019  (ISBN 978-2-8159-3547-0)[6]

### Virtuoso Ostinato
L'histoire débute en 1911 dans le village de San Catello en Lombardi lorsque Volturno Belonore porte secours à un ingénieur en panne de voiture. Pour le remercier celui-ci lui donne un avis scientifique et un conseil : exploiter le minerai de ses terres le conduira à la richesse. Le roman narre la quête effrénée de cette entreprise titanesque et ses conséquences sur la vie de sa famille et de tout un village dans un contexte historique de conflits mondiaux et de montée du fascisme.

### Retour à San Catello
Tancredi Crevalcore un condottiere romain retrouve par hasard  le violon de son fils Michele disparu un quart de siècle plus tôt. Aidé d'un détective, il se fait un devoir de retrouver sa trace. Retrouver son fils, c'est aussi la volonté d'une jeune veuve résidant au Canada. Très vite le village de San Catello se présente en pierre angulaire de ces recherches. Ce roman nous permet de connaitre la destinée des habitants de ce village, personnages principaux du premier roman et de les suivre partout dans le monde durant l'entre-deux-guerres.

### La Légende Belonore
La Seconde Guerre mondiale a vidé de ses habitants le village de San Catello. Une vieille dame y organise des visites guidées pour les touristes autour du barrage où elle revient sur le destin des habitants et les conflits qui ont jalonné l'histoire du village notamment celui du condottiere Tancredi Crevalcore et de Volturno Belonore. 

### Tango à la romaine
Rome, 1967, Pietrino Belonore est un jeune homme idéaliste engagé contre l'impérialisme américain. Au fil de ces rencontres avec la politique, l'amour et la famille jamais très loin, il apprendra à devenir un digne représentant de cette famille si particulière ou finalement peut-être pas. 